# Córrego Cercadinho
O córrego Cercadinho é um dos cursos de água que compõem a bacia do Cercadinho, localizada na região oeste de Belo Horizonte, Minas Gerais. O Cercadinho nasce no bairro Olhos d'Água, na estação ecológica Cercadinho, conhecida na região como mata da COPASA e percorre cerca de 6,5 quilômetros, recebe as águas de seus afluentes, como o córrego Ponte Queimada, até desaguar no ribeirão Arrudas.
Ainda dentro da área da estação ecológica, as águas ainda limpas do córrego cercadinho são conduzidas para um duto de manilhas subterrâneas que atravessam alguns quarteirões sob ruas, prédios, e construções até serem despejadas novamente em seu leito original, já completamente negras,[carece de fontes?] onde, ao descer, recebem esgoto de pelo menos cinco bairros antes de desaguarem no ribeirão Arrudas, no bairro Salgado Filho.
Apesar da poluição, e de seu leito ter sido alterado em vários pontos, por conta de invasões e da expansão imobiliária na região, as margens do Cercadinho ainda  são refúgio para alguns animais silvestres como micos, saracuras, e pequenas aves, como maitacas, anus, cambacicas e sabiás-do-campo.[carece de fontes?] A almejada construção de uma avenida sobre o leito do córrego Cercadinho por parte da população poderá acabar de vez com o que poderia ser uma faixa verde linear de lazer e tranquilidade entre os bairros Buritis e Salgado Filho.

## Recuperação ambiental
A prefeitura de Belo Horizonte, em conjunto com a Companhia de Saneamento de Minas Gerais (COPASA), planeja a execução de obras na região para conter os problemas de falta de infraestrutura e recuperar o ambiente degradado. Existem recursos para a realização do Programa de Recuperação Ambiental de Belo Horizonte (Drenurbs). A COPASA, reponsável pela realização de obras de saneamento básico, encontra dificuldades para colocação de interceptores no córrego do Cercadinho, por causa de ocupações residenciais às margens do córrego. Para a execução das obras, seria necessário realizar a desocupação dos moradores dos terrenos. A concessionária informa, ainda que cerca de dez litros de esgoto são despejados clandestinamente nesse córrego.